# Програмабилни логички контролер
Програмабилни логички контролер или  ПЛЦ (енгл. programmable logic controller) је дигитални електронски уређај који поседује програмабилну меморију за смештање инструкција којима се реализују специфичне функције (логичке и аритметичке операције, редоследно извршавање различитих акција, одмеравање временских интервала, пребројавање догађаја...) у циљу управљања различитим машинама и процесима путем дигиталних и/или аналогних улазно/излазних јединица. 
ПЛЦ сe највише користи као централни део управљачких аутоматских система у индустрији, његов програм се може брзо и једноставно мењати те је погодан за брза решења и апликације. Део је многих машина и процеса у индустрији.
ПЛЦ је дигитални рачунар чији се програм извршава циклично и састоји се од четири фазе: 
- читање улазних променљивих;
- извршавање програмског кода:
- исписивање резултата логичких операција на излазе;
- комуникација са другим уређајима.

Програм се памти у интерној меморији и када уређај остане без напајања. 
Пројектован је за тешке услове рада, отпоран на вибрације, температурне промене, електричне сметње.

## Историја
Крајем шездесетих и почетком седамдесетих година, напретком индустријске производње, јавила се потреба за унапређењем самих индустријских погона и процеса који се у њима одвијају. Главни циљ унапређења био је побољшање услова и квалитета рада, повећање продуктивности и флексибилности. У то доба, управљање индустријским погоном се заснивало на коришћењу релејних кругова. То је био огроман систем који се састојао из мноштва електромеханичких релеја, понекад и преко стотину, физички повезаних жицама. Инжењер би пројектовао читаву логику система управљања, а електричар би све те релеје повезао према схематском плану логике.
Највећа мана оваквог система су били сами релеји. Релеји су механички уређаји, а механички уређаји садрже покретне делове који су подложни трошењу и кварењу. Ако би се само један релеј покварио, било је потребно испитати цео систем не би ли се нашао покварени релеј те се заменио новим. Систем би током тог периода био ван функционалности, као и сама производња.
Уколико би се и најмање променили параметри производње, требале су се направити и измене управљачких склопова. То је захтевало пројектовање новог система и самим тим повезивање мноштва релеја. Резултат тога био је празан ход у производњи који је за последицу имао губитак производног времена и огромне губитке за компанију. Потенцијални проблеми би настали уколико би инжењер криво испројектовао или електричар криво повезао систем или би се пак у систем уградио механички неисправан релеј. Једини начин да се провери исправност система је да се систем пусти у погон.
Најмање неисправности система доносиле би огромне губитке. Самим тим, ови системи су били веома "скупи" и нефлексибилни. Требало је пронаћи боље решење за аутоматизацију производних погона.
Велика конкуренција у аутомобилској индустрији натерала је инжењере на размишљање и креативност. Први искорак направила је америчка компанија "General Motors". Настаје идеја о имплементирању електронско – компјутерског управљачког система који би заменио постојећи неефикасни систем. Такав систем би се могао репрограмирати једноставном изменом производног програма, без дуготрајних застоја и без заморних повезивања релеја. 1968. године "General Motors Hydromatic Divison", део компаније "General Motors", издаје смернице за дизајнирање првог логичког контролера.
Захтеви су били да: микрорачунар буде отпоран на индустријске услове (повишена температура, ниска температура, прашина, вибрације, влага, електромагнетски утицаји...), да се једноставно програмира те да има могућности да се репрограмира и поновно користи за неке друге задатке. Након издатих смерница, "General Motors" је тражио потенцијалне компаније које би развиле производ. Компанија "Gould Modicon" је прва израдила уређај који је одговарао траженим спецификацијама.
Нови уређај је пружао функционалност коју су до тада обављали релејни кругови, замењујући њихову ожичену логику. Исто тако, нови уређаји су били модуларни и прошириви према потреби. Уређаје је било једноставно имплементирати у захтевно индустријско окружење и били су једноставни за коришћење. Највећа предност новог уређаја била је та што се за његово коришћење није морао учити нови програмски језик. Програмирао се језиком који су инжењери и електричари већ знали – лествичастим дијаграмом (ladder diagram). Уређај је прво назван ПЦ контролер (Programmable Controllers).
Појавом персоналних рачунара (Personal Computers), програмибилни контролери добијају назив програмибилни логички контролери (Programmable Logic Controllers) како би се избегла забуна код крајњих корисника. У веома кратком времену, ПЛЦ уређаји постају широко прихваћени те се почињу користити за вођење процеса производње и у другим индустријама. Од тог времена, па до данас, ПЛЦ уређаји се непрестано усавршавају, како у погледу перформанси (моћи обраде), софтверске подршке, могућности спрезања са најразличитијим уређајима, тако у погледу начина и процедура програмирања, као и језика који се користе за њихово програмирање. На тај начин, ПЛЦ уређаји су постали "разумљивији" широј популацији индустријских инжењера.
Осамдесетих година долази до експоненцијалног раста тржишта ПЛЦ уређаја, а њихова примена се шири ван индустријских погона, и то на системе као што су електро-енергетска постројења, системи аутоматизације стамбених/пословних објеката, системи обезбеђења и надзора,... Данас, ПЛЦ уређаји се све више примењују и у областима као што је медицинска опрема и уређаји, кућни апарати и сл. 
Први ПЛЦ контролери су били једноставни уређаји за оn/оff управљање и користили су се за замену застареле релејне технике. Међутим, такви ПЛЦ контролери нису могли да обезбеде сложеније управљање, као што је управљање температуром, притиском, позицијом. У међувремену, произвођачи ПЛЦ контролера развили су и уградили у ПЛЦ контролере бројна побољшања и функционална унапређења. Савремени ПЛЦ контролери имају могућност обављања изузетно сложених задатака као што је управљање прецизним позиционирањем и управљање сложеним технолошким процесима. Такође, брзина рада ПЛЦ контролера је значајно повећана, као и лакоћа програмирања. Развијени су бројни модули специјалне  намене за примене као што је радио комуникација, компјутерски вид или чак препознавање говорних команди.
Данас постоји велики број различитих типова ПЛЦ контролера који се разликују по величини, изгледу и моћи обраде, почев од малих јединица са малим и ограниченим бројем улаза и излаза до великих, модуларних система који се могу конфигурисати за рад са више стотина или чак хиљада улаза/излаза. 

## Предности
Иако су електромеханички релеји поуздана кола, комбиновање више стотина релеја у сложену електричну мрежу доводи до следећих проблема:
- Физичке димензије кабинета за смештање релејне логике
- Укупна цена ( релеји, жице и конектори, као и цена њихове уградње и повезивања)
- Поузданост целокупног система
- Отежано проналажење и отклањање кварова и грешака

Свака промена у логици управљања постројењем захтева нови физички распоред и ново повезивање релеја, а за све то време постројење мора бити заустављено. Такође, релеји су механичке компоненте које су, с обзиром да имају покретне делове, склоне хабању и временом спонтано отказују. Дијагностиковање отказа и отклањање кварова је нарочито тешко у системима са великим бројем релеја, веза и конектора, какви су типични управљачки системи. За време док траје отклањање квара или замена похабаних релеја, производни процес мора бити прекинут.
ПЛЦ  контролери су развијени са циљем да се превазиђу многи проблеми који су карактеристични за управљачке системе засноване на електромеханичким релејима. Са падом цене ПЛЦ контролера, уз истовремено повећање њихове функционалности и поузданости, ПЛЦ  контролери су данас у широкој примени. У односу на релејну технику, ПЛЦ контролери су:
- Компактнији (ожичење се смањује ~80%)
- Јефтинији, за највећи број примена
- Поузданији
- Лакше проналажење кварова и одржавање система
- Једноставна промена логике управљања
- Могућност пробног рада (рад ПЛЦ контролера се може испитати у лабораторији, пре уградње у производни погон)
- Могућност визуелног праћења рада

Међутим, и поред свих наведених предности, кључ успеха ПЛЦ контролера ипак лежи у начину њиховог програмирања. За програмирање ПЛЦ  контролера користи се језик лествичастих логичких дијаграма, који је већ дуги низ година у употреби у индустрији при пројектовању логичких и секвенцијалних релејних уређаја. Овај језик користи графичку нотацију која је по визуелном изгледу и логици рада слична дијаграмима електричних шема и због тога је лако разумљив индустријским инжењерима. Другим речима, индустријски инжењери не морају бити експерти за програмирање да би у својим системима користили ПЛЦ контролере. Програм лествичастих дијаграма се типично развија на персоналном рачунару уз помоћ специјализованих софтвера са интуитивним графичким интерфејсом који, додатно, омогућавају проверу и тестирање лествичастог програма. Лествичасти дијаграм се уписује у ПЛЦ контролер уз помоћ програматора, а сам процес уписа не траје дуже од неколико минута. Могућност брзог репрограмирања је битна јер производни процес, уз минимални застој, може бити лако прилагођен новим захтевима.

## Недостаци
Иако су ПЛЦ  контролери знатно бољи од својих претходника - релејних кола, и они имају недостатке.
- Нова технологија - показало се да је тешко променити начин размишљања индустријских инжењера са релејне логике на ПЛЦ концепт. Међутим, захваљујући све широј примени, не само у домовима и канцеларијама већ све више и у фабричким халама, рачунари постају и средство за постизање веће продуктивности производње.
- Апликације са фиксним програмом - у случајевима где су апликације засноване на само једној функцији која се веома ретко или никада не мења, замена постојеће опреме ПЛЦ контролером не доноси велики добитак, јер се њихова главна особеност – могућност репрограмирања – практично не користи. ПЛЦ  је најбоље решење када су неопходне периодичне промене у начину рада.
- Безбедност у раду - код релејних система увек постоји тзв. СТОП прекидач, којим се у било ком моменту може тренутно прекинути рад система искључењем напајања. При томе, релејни систем се аутоматски не ресетује када се напајање укључи, већ задржава стање у коме је било када је напајање искључено. Овакво понашање се свакако може програмски остварити и код ПЛЦ контролера, тако што ће се СТОП прекидач повезати на један од улаза ПЛЦ контролера. Међутим, овакво решење није безбедно (ако ПЛЦ откаже, прекидач СТОП губи функцију!) Овај недостатак се може превазићи уградњом безбедоносних релеја на излазима ПЛЦ контролера.

## Структура
Сви ПЛЦ контролери без обзира на величину имају исту хардверску структуру, сличну другим рачунарским системима, адаптирану индустријском окружењу, која има исте основне целине:
- ЦПУ (енг. CPU - централна процесорска јединица)
- Меморија за програм и податке
- Комуникациони део
- Мрежни део за напајање
- Улазни део (дигитални, аналогни)
- Излазни део (дигитални, аналогни)
- Део за проширење

### Централна процесорска јединица
Централна процесорска јединица је мозак ПЛЦ контролера који одлучује шта да се ради. ЦПУ брине о: 
- комуникацији
- међусобној повезаности осталих делова овог контролера
- извршавању програма
- управљању меморијом
- надгледањем улаза
- постављањем излаза
- модули за проширење

Централна процесорска јединица изводи се са микропроцесором или микроконтролером код уређаја са мањим и средњим бројем улаза и излаза или као мултипроцесорска код уређаја са већим бројем улаза и излаза. ПЛЦ контролер комуницира са управљачким процесом преко аналогних, дигиталних и бројачких улаза и излаза. Информације о стању улаза примарно се обрађују и смештају у меморију стања улаза и излаза.

### Меморија
Може поделити на системску и корисничку.

#### Системска меморија
Системска меморија се користи од стране ПЛЦ-а за оперативни систем. У њој се поред оперативног система налази и кориснички програм у бинарном облику. Ова меморија је обично  ЕЕПРОМ (енг. Electrically erasable programmable read - only memory) и може се мењати само кад се ради о мењању корисничког програма. Кориснички програм са алгоритмом обраде улазних информација уноси се преко одговарајућег програматора, данас обично персоналног рачунара. Добра пракса је да се програм смешта и у РАМ меморију подржану батеријом, тако да се извршава из РАМ-а, односно да се учитава у РАМ из ЕЕПРОМ-а сваки пут кад се укључује ПЛЦ, или у случају губитка података из РАМ-а.

#### Корисничка меморија
Корисничка меморија је подељена у блокове који имају посебне функције. Један део ове меморије се користи за чување стања улаза и излаза, други део се користи за чување вредности променљивих као што су вредности тајмера и бројача. На основу стања улаза, стања временских чланова, бројача и меморисаних међустања, врши се обрада која формира стања излаза, која се преносе у одговарајуће меморијско подручје, а одатле преко интерног баса ка излазу.

### Комуникациони део
Комуникациони део обезбеђују пре свега комуникацију са надређеним програматором или персоналним рачунаром на којем се пише управљачки програм, шаље у ПЛЦ и затим проверава његова функционалност. Остале могућности су комуникација са другим ПЛЦ уређајима и разним сензорима, комуникација са операторским панелима, надређеним рачунарима и модемском везом. Готово сви ПЛЦ-и имају уграђен серијски порт за комуникацију (RS232), а комуникација се врши преко протокола који зависи од произвођача (најчешће full-duplex серијска веза).

### Модул напајања
Поред осигуравања потребног напона за поједине компоненте система, модул напајања надгледа и регулише напон који се доводи те упозорава централну процесорску јединицу уколико нешто није како треба. Већина ПЛЦ уређаја ради на наизменични извор напајања (AC), међутим неки уређаји могу радити и на једносмерним извором напајања (DC). Потребан напон напајања је 120/230 VAC или 24 VDC. 
Како у стварности долази до осцилација у вредностима напона, модул напајања мора бити у могућности толерисати ±10% од номиналног износа. То значи да уколико напон буде 198 VAC и 242 VAC , систем би требао нормално функционисати. За све вредности изван наведеног интервала јава се грешка процесору.

### Улазни модул
Улазни модул ПЛЦ контролера обавља следећа два задатка: 
1. прихватају улазне сигнале из спољњег света
2. штите логичку јединицу од спољњег света

Улазни модул конвертује логичке нивое напона из спољњег света у логичке нивое које захтева логичка јединица. 
Улазни прилагодни степен штити ЦПУ од могућих превеликих сигнала на улазу. Улазни прилагодни степен претвара ниво стварне логике у ниво логике који одговара ЦПУ јединици. Ово се најчешће обавља помоћу оптокоплера код дигиталних улаза.

### Излазни модул
Излазни прилагодни степен такође мора бити галвански одвојен. Код дигиталних излаза, одвајање је слично као и код улаза. ЦПУ доводи сигнал на ЛЕД и укључује га. Светлост побуђује фото транзистор који активира излазни уређај, обично релеј који је способан да врши прекидање јачих напонских и струјних сигнала.

### Модули за проширење
Сваки ПЛЦ уређај има ограничен број улаза и излаза. Уколико је потребно, тај број се може повећати преко модула за проширење. Модул за проширење је посебан уређај који се спаја на ПЛЦ. Садржи додатне улазне и/или излазне модуле које могу бити другачијег типа од оних на ПЛЦ уређају. Напајају се углавном из ПЛЦ уређаја на који су прикључени иако могу имати и засебно напајање што није препоручљиво. Веза ПЛЦ уређаја и модула за проширење остварује се комуникацијским каблом.

## Конструкција
Разликују се два основна начина конструкције ПЛЦ контролера: 
- компактни ПЛЦ контролери
- модуларни ПЛЦ системи засновани на заједничкој магистрали.

### Компактни ПЛЦ контролери
Компактни ПЛЦ контролери су независни, затворени уређаји са фиксним бројем улаза/излаза, без могућности проширења. 
У једном кућишту, обично мањих димензија, смештени су: 
- извор за напајање
- процесорска јединица
- улазни модул
- излазни модул

Компактни ПЛЦ контролери представљају економично решење, предвиђено за управљање системима и процесима мале сложености. Обично, поседују до 16 улаза и 16 излаза и меморију од неколико килобајта.

### Модуларни ПЛЦ системи
Модуларни ПЛЦ системи се састоје од већег броја модула који су смештени унутар механичког оквира тј. шасије, који се зове рек (енг. rack). Рек поседује већи број слотова за смештање модула. Сваки слот чини пар вођица дуж горње и доње странице река које служе за механичко учвршћење модула као и конектор на задњој плочи река за прикључивање модула на заједничку магистралу изведену на штампаној плочи задње странице река. 
- По правилу, први слот је намењен модулу извора напајања, који се прикључује на мрежни напон (220V) и генерише једносмерне напоне потребне за рад остатка система.
- Следећи, други слот се користи за модул логичке јединице, тј. процесорски модул који извршава кориснички програм и управља радом осталих модула.
- Преостали слотови се користе за модуле специјалне намене, као што су У/И модули, меморијски модули и сл.

Овакав начин конструкције омогућава лако проширење система. На пример, ако је потребно повећати број улаза/излаза довољно је уградити додатни У/И модул. Или, ако због повећаних захтева обраде, постојећи процесорски модул више није одговарајући, он се може заменити новим, моћнијим, а да при томе остали модули не морају бити замењени. Број слотова у једном ПЛЦ реку је, типично, од 4 до 16. Могућност проширења ПЛЦ система није ограничена само на један рек. Уз помоћ посебних модула за проширење могуће је повезати два или више река, што омогућује да се једним процесорским модулом управља великим бројем додатних модула.

## Програмирање
ПЛЦ ради на бази извршавања програма који је за њега написан. Писање програма се изводи на персоналном рачунару у оквиру инсталираног софтвера за ПЛЦ. 
Сваки произвођач уз свој ПЛЦ испоручује и софтвер који се састоји од: 
- програмског едитор - служи за писање корисничког програма, линију по линију
- компајлера - проверава синтаксу написаног програмског кода
- комуникацијског софтвера - служи за пренос исправно написаног програмског кода са личног рачунара у РАМ меморију ПЛЦ уређаја

ПЛЦ се може програмирати и ручним програматорима, који поседују ЛЦД дисплеј и малу тастатуру. Директно се повезују са ПЛЦ-ом. Обично служе да се направе мале измене у програму, када се то мора обавити у погону.
Произвођачи ПЛЦ-а уз њих испоручују наменске програмске језике, који су мање више у складу са стандардом IEC 61131-1 (IEC = International Electrotechnical Commision).По том стандарду програмски језици за кодирање деле се на текстуалне и графичке.
Текстуални програмски језици су: 
- IL – Instruction List (класа асемблерских језика)
- ST – Structured Text (класа процедуралних језика)

Графички програмски језици су: 
- LD – Ladder Diagram (лествичасти дијаграм)
- FBD – Function Block Diagram (функционални блок дијаграм).

Неки произвођачи нуде и могућност програмирања помоћу BASIC и C програмских језика, али ти језици немају ширу заступљеност.

## Принцип рада
Прихватање улаза, обрада и испис излаза се циклично понавља у складу са унесеним програмом, одређене дужине трајања, зависне од броја улаза и излаза и сложености алгоритма и врсте примењеног процесора.
Програмски циклус се састоји од четири фазе. При иницијализацији (укључењу), ПЛЦ прво проверава могуће грешке у свом хардверу и софтверу. Ако их не пронађе, преузима стања улаза (из регистара улаза) и копира њихове вредности у меморију на зато предвиђене локације. Тај поступак се назива улазни скен, а подаци у меморији се називају слика улаза. Користећи улазне податке, односно њихову слику, процесор извршава програмске наредбе којима су дефинисане одговарајуће аритметичко логичке функције у фази која се назива програмски скен. При том се резултати обраде смештају у зато предвиђено меморијско подручје названо слика излаза. По завршетку програмског скена у фази названој излазни скен подаци из слике излаза преносе се на излазе (регистре излаза). На овај начин ствара се утисак да је ПЛЦ све операције дефинисане програмом обавио у исто време. Четврти део скен циклуса - комуникација - намењен је реализацији размене података са уређајима који су повезани са ПЛЦ-ом. Након тога, оперативни систем доводи ПЛЦ у фазу одржавања у оквиру које се ажурирају интерни тајмери и регистри, обавља управљање меморијом као и низ других послова везаних за одржавање система, о којима корисник и не мора да буде информисан. У зависности од типа уграђеног микропроцесора улазни и излазни скен циклус извршавају се у времену реда милисекунди (од 0.25ms до 2,56ms). Трајање програмског скена, свакако зависи од величине програма.